# Приказка за принцеса Кагуя
„Приказка за принцеса Кагуя“ (на японски: かぐや姫の物語) е японски анимационен филм от 2013 година на режисьора Исао Такахата по негов сценарий в съавторство с Рико Сакагучи, базиран на старата фолклорна „Приказка за Такетори“.
В центъра на сюжета е беден секач на бамбук от периода Хеян, който намира в гората малко момиче, а след това и голямо богатство – изпълнен с амбиции, той отвежда момичето в столицата, решен да го превърне против волята и склонностите му във високопоставена светска дама.
„Приказка за принцеса Кагуя“ е номиниран за награда „Оскар“ за анимационен филм.